# Opisthoxia amabilis
Opisthoxia amabilis là một loài bướm đêm trong họ Geometridae.